# WWE 2K
Cet article concerne la série de jeux vidéo SmackDown!. Pour le show de catch, voir WWE SmackDown.
 (juillet 2016).
Si vous disposez d'ouvrages ou d'articles de référence ou si vous connaissez des sites web de qualité traitant du thème abordé ici, merci de compléter l'article en donnant les références utiles à sa vérifiabilité et en les liant à la section « Notes et références ».
WWE 2K (anciennement intitulé WWF SmackDown!, WWE SmackDown vs. Raw, et intitulé Exciting Pro Wrestling au Japon) est une série de jeux vidéo de catch fondée sur la promotion et franchise professionnelle World Wrestling Entertainment (WWE) actuellement développée et éditée par les compagnies de jeux vidéo Yuke's et Take-Two.
Le premier jeu de la série, intitulé WWF SmackDown!, est commercialisé sur console PlayStation en l'an 2000, et suivi de nombreuses adaptations sur plusieurs autres consoles dont les PlayStation Portable, PlayStation 2, PlayStation 3, Xbox 360, Nintendo DS, Wii et également sur mobile. La série originale, produite de l'année 2000 jusqu'à 2003, était intitulée SmackDown!, alors que la série suivante, produite de 2004 à 2011, était intitulée SmackDown vs. Raw. Au Japon, la série est commercialisée par Yuke's et était connue sous le titre d'Exciting Pro Wrestling jusqu'en 2005. Après SmackDown vs. Raw 2006, THQ prend possession de l'éditeur japonais et la série adopte désormais le même titre.
La série des WWE SmackDown vs. Raw obtient majoritairement une bonne note, mais a été critiquée pour son mode saison peu divertissant, sa qualité de son médiocre, et ses petites retouches au fil des jeux commercialisés, bien que la série se soit engagée à imiter le plus possible l'émission télévisée de la WWE.
En février 2013, à la suite de la faillite de THQ en décembre 2012, Take-Two Interactive acquiert les droits de la licence auprès de la World Wrestling Entertainment. Ce nouveau contrat lie l'éditeur avec la WWE et Yuke's, le développeur des jeux de la franchise. La série prend alors le nom de WWE 2K.

## Logos
Les logos de la série ont constamment évolué afin de refléter les différentes périodes de la WWE, s'adaptant aux changements de l'identité visuelle de la fédération ainsi qu'aux logos officiels de ses émissions.

### Première identité graphique (2000-2003)
Les premiers logos de la série, correspondant aux premiers jeux vidéo, mettent principalement en avant l'émission SmackDown!. La série débute ainsi avec le logo de la période Attitude Era, suivi plus tard par celui de SmackDown! durant l’ère de la Brand Extension. À noter que les deuxième et troisième volets de la franchise tirent leurs titres de slogans popularisés par The Rock. Le quatrième opus, Here Comes the Pain, s’inspire quant à lui d’un slogan utilisé par Tazz pour introduire Brock Lesnar.

Logo de WWF SmackDown!, WWF SmackDown! 2: Know Your Role et WWF SmackDown! Just Bring It.
Logo de WWE SmackDown! Shut Your Mouth et WWE SmackDown! Here Comes The Pain.

### Deuxième identité graphique (2004-2010)
À partir de 2004, THQ prend la décision de ne plus développer de jeux distincts pour les licences RAW et SmackDown!, fusionnant ainsi les deux séries sous une franchise unifiée : SmackDown vs. RAW. Bien que le programme ECW soit intégré au contenu du jeu, son nom ne sera jamais inclus dans le titre officiel de la licence. Toutefois, à partir de l’édition 2008, la mention "Featuring ECW" est ajoutée sous le logo principal. Il est également à noter que le logo de SmackDown! perd à cette occasion son point d'exclamation emblématique.

Logo de SmackDown! vs. Raw, 2006 et 2007.
Logo du 2008 et 2009.
Logo du 2010 et 2011.

### Troisième identité graphique (à partir de 2011)
À la suite de l’arrêt officiel de la Brand Extension en 2011, la rivalité entre SmackDown et RAW prend fin. En réponse à ce changement, THQ choisit de mettre en avant uniquement le « W », représentant le logo officiel de la fédération, désormais utilisé seul et de manière centrale dans l'identité visuelle de la série.
En 2013, la série de jeux est reprise par Take-Two Interactive. À partir de cette transition, la marque « 2K » est intégrée au logo officiel de la franchise, signalant clairement son passage sous le giron de l’éditeur, via son label 2K Sports.

Logo de WWE12 et 13
Logo de WWE 2K14.
Depuis WWE 2K15.

## Modes de jeu

### Modes principaux

#### Superstar Story
De WWF SmackDown! à SmackDown vs. Raw 2008 le mode Super Star Story donne la possibilité d'incarner une superstar actuelle, une superstar du roster des légendes, ou une superstar créée qui sera rattachée à Smackdown ou RAW. Le mode permet de revivre à travers des scénarios la saison actuelle où le jeu est sorti : par exemple, WWF SmackDown! Just Bring It permet de revivre la saison 2000-2001 et WWE Smackdown! vs. RAW 2006 permet de revivre la saison 2004-2005. L'objectif est de récupérer diverses ceintures de championnat, en particulier la ceinture la plus importante, celle de WWE Champion ou la World Heavyweight Championship.

#### Road to WrestleMania
De SmackDown vs. Raw 2009 à WWE 12, un nouveau mode est créé, Road to WrestleMania. Il n'est plus possible d'incarner n'importe quel catcheur. Y sont uniquement proposées quelques superstars importantes et des valeurs sûres, avec des scénarios fictifs entourant WrestleMania. Chaque jeu a sa particularité :
- Le jeu de 2009 était basé sur les équipes donc il était possible d'incarner pour la première fois une équipe dans un mode histoire, avec Batista et Rey Mysterio. Aussi, un scénario avec CM Punk, qui est le premier à représenter la ECW, est disponible.
- Le jeu de 2010 donne l'occasion d'incarner des catcheurs heels, ainsi que pour la première et unique fois dans l'histoire de la série, une diva : Mickie James.
- Le jeu de 2011 crée une ambiance dans les coulisses où l'on peut rencontrer le GM et divers catcheurs et divas. Auparavant, le mode avait uniquement pour objectif de compléter des matchs, avec des coulisses quasiment inexistantes pour la superstar. Un catcheur créer peut également être utilisé dans un scénario où le but est de faire tomber l'invincibilité de The Undertaker à WrestleMania.
- WWE 12 a un unique scénario un peu plus long, car il suit le parcours de Sheamus, Triple H, ainsi que d'une superstar fictive : Jacob Cass.

#### Modes historiques
WWE 13 et WWE 2K14 proposent des modes de jeu historiques et nostalgiques de l'histoire de la WWE. Ces modes de jeu sont composés d'images et de vidéos d'archives originales de la WWE et donnent la possibilité de débloquer des catcheurs, des ceintures de cette époque et des décors.
- Le jeu de 2013 nous fait revivre l'Attitude Era de la WWF qui a duré de 1997 à 2001 à travers le parcours de quelques superstars de cette époque : D-Generation X, Brothers of Destruction, The Rock, Stone Cold Steve Austin ou encore Mankind.
- Le jeu de 2014 fait revivre les 45 plus grands matchs de WrestleMania de 1985 à 2013 à l'occasion du 30e anniversaire de WrestleMania.

#### 2K Showcase
Depuis WWE 2K15 le mode 2K Showcase raconte l'histoire épique de rivalités notoires de la WWE ou les parcours de catcheurs de la WWE, au travers d’extraits documentaires classiques de la WWE, commentés par des Superstars de la WWE, et entrecoupés de scènes cinématiques. Parmi cette multitude de matchs retraçant ces rivalités, les joueurs sont chargés d'accomplir un ensemble d’objectifs bonus historiques qui permettront de débloquer de nouvelles Superstars de la WWE, des titres de championnat ainsi que des tenues alternatives et des arènes qui pourront être utilisées dans tous les autres modes de jeu.
- Le jeu de 2015 raconte l'histoire épique de la rivalité entre Triple H et Shawn Michaels de 2002 à 2004, ainsi que celle s'étendant de 2011 à 2013 entre John Cena et CM Punk.
- Le jeu de 2016 propose le parcours de Stone Cold Steve Austin, de son arrivée à la WWF en 1995 jusqu'à sa retraite à WrestleMania XIX en 2003.
- le jeu de 2019 marque le retour du showcase après 3 ans d'absence il sera consacré sur la carrière de Daniel Bryan a la WWE. De ses débuts à velocity en 2003 jusqu'à sa première retraite. A WrestleMania 31 en 2015[4].

### Modes secondaires

#### Ma Carrière
Depuis WWE 2K15, dans ce mode de jeu, le personnage créé par le joueur est entraîné par un officiel de la WWE (Bill DeMott dans WWE 2K15, et depuis WWE 2K16 Jason Albert) au WWE Performance Center d’Orlando. Il doit remplir une série d’objectifs pour faire ses débuts à NXT, après lesquels il doit réussir de nouveaux objectifs et participer à des matchs où il affronte d'autres futures stars de la WWE. Après NXT, le joueur évolue dans le roster principal de la WWE (RAW et SmackDown) afin de remporter des championnats et réussir à atteindre le Hall of Fame de la compagnie. À la suite de la suppression du mode 2K Showcase dans WWE 2K17 et 18 ce mode a été le principal ; à la suite du retour du mode dans WWE 2K19 il redevient mode secondaire.

#### Univers
Depuis SmackDown vs. Raw 2011, le mode Univers débute dans le calendrier juste après WrestleMania. Dans ce mode, pratiquement tout est modifiable : le roster, les catcheurs, les divas, les légendes, les équipes. Il est aussi possible de changer ceux-ci de show, de modifier des championnats et de les remplacer par d'autres championnats existants ou vos propres championnats créés. Il est possible de modifier le nom des shows, ainsi que de les changer de place dans le calendrier. Le joueur peut également remplacer un PPV par un show, ou changer les logos (même avec un logo téléchargé ou créé), ou encore de remplacer les arènes. On peut ajouter des matchs, des rivalités, qui seront coupées avec des cinématiques et peuvent se dérouler sur plusieurs semaines ou plusieurs mois.Chaque version rajoute plus de liberté et de possibilité modifiable.

#### General Manager
De SmackDown! vs. Raw 2006 à SmackDown vs. Raw 2008, le mode General Manager offre le choix d'être GM des divisions RAW, Smackdown!, et ECW (seulement dans le 2008 pour cette dernière). S'offre ensuite la gestion de la division, en passant par différentes actions : le recrutement de catcheurs/divas et de scénaristes, l'attribution des ceintures, l'organisation des matchs, le suivi de la santé du roster, la détermination des gentils/méchants et la création de rivalités. La mission principale est de réaliser les objectifs donnés par Vince McMahon, le président de la fédération.

#### Carrière
Dans SmackDown vs Raw 2009 et SmackDown vs Raw 2010, le mode carrière consiste à sélectionner une superstar/diva du roster ou une superstar/diva créée, et à jouer des matchs lors des shows de la WWE (Raw, Smackdown, ECW) afin de la propulser au rang de challenger no 1 pour un titre, en commençant par le titre Intercontinental pour les hommes. Pour accéder à un match de championnat, il faut atteindre un certain nombre d'étoiles, qui s'obtiennent en fonction de des performances dans chacun des matchs de ce mode (5 étoiles maximum par match). Seul le « Match Solo » est disponible au début, d'autres se déverrouillant par la suite. Lorsque ce rang est atteint, la superstar obtient un match de championnat en pay-per-view. Une fois tous les titres de la compagnie remportés, la superstar peut rejoindre le WWE Hall of Fame et continuer à défendre ses titres.

### Autres modes de jeu

#### Exhibition
Depuis WWF SmackDown!, le mode exhibition est le mode classique qui faire participer tous les personnages à tous les matchs, à condition d'avoir débloqué les personnages et les arènes. Les superstars et divas créées peuvent également y participer. Il y a plusieurs possibilités de combat : 1 contre 1, 2 contre 2, Triple Threat, Fatal Four Way, 6-man, avec autant de stipulations : Steel Cage, Hell in a Cell, Hardcore, Ladder, Inferno, First Blood, TLC. Des 8-man matchs étaient également disponibles, sur WWF SmackDown! Just Bring It et de retour depuis WWE 2K17". Depuis Smackdown! vs Raw 2006 a été rajoutée la possibilité de défendre les titres des catcheurs ou divas de son choix. Tous les combats spécialisés sont devenus accessibles aux Divas à partir de Smackdown vs. Raw 2010

##### Types de matchs
Les matchs suivants sont jouables en mode exhibition :
- Depuis WWF SmackDown!, le match handicap, dans lequel un catcheur ou une diva se retrouve face à deux ou trois autres. Le match est également jouable en deux contre trois.

- Depuis WWF Smackdown! 2: Know your Role, le Royal Rumble match. C'est une bataille royale avec 10 à 30 catcheurs (jusque 40 de WWE 12 à WWE 2K15). La particularité du match est que ces derniers ne sont que deux au départ et qu'un nouvel entrant arrive au bout d'un temps prédéfini, et ceci de façon régulière jusqu'à ce que tous les participants aient fait leur entrée. La superstar est éliminée si elle touche le sol avec un ou deux pieds . Sur le ring, il ne peut pas y avoir plus de 6 catcheurs,(de la version WWF Smackdown! 2: Know your Role a WWE 2K17 le septième doit attendre qu'un autre soit éliminé pour pouvoir entrer) sauf dans la version Just Bring It où il pouvait y avoir 8 catcheurs sur le ring et c'est le 9e qui devait attendre depuis la version WWE 2K18 il est possible de remettre 8 participants .À partir de 2010, des petites cinématiques seront insérées pour les trois derniers survivants ainsi que pour le duel final.

- Depuis SmackDown! vs. Raw 2007, le Money in the Bank Ladder match. Il s'agit d'un match sans disqualification et sans décompte extérieur. Une mallette, contenant un contrat pour un match de championnat à tout moment, est suspendue quelques mètres au-dessus du ring. Au moyen d'une échelle, les participants doivent tenter de la prendre. Le premier catcheur à attraper la mallette est déclaré vainqueur.(de SmackDown! vs. Raw 2007 a WWE 2K17 pas plus de 6 participants depuis WWE 2K18 possibilité d'un mètre 8 maximum.) à noter qu'avant Smackdown versus Raw 2007 il existait déjà Ladder match.

- Depuis WWE Smackdown! Vs Raw, le Parking Lot Brawl, qui se passe à l'extérieur de l'arène dans les coulisses dans un parking sans arbitre ni public. Le combat se termine par un KO et le but est d'interagir avec l'environnement.certaines versions n'ont pas eu des combats en coulisses et d'autres ont eu des variantes

- De WWE Smackdown! Here Comes The Pain à SmackDown! vs. Raw 2006, le Bra & Panties match, uniquement réservé aux divas et consistant à les déshabiller. Il se terminait quand l'une d'elles se retrouvait en soutien-gorge et en petite culotte. Le match se jouait en une contre une ou deux contre deux.

- De SmackDown vs. Raw 2010 à WWE 12, le Scramble match. C'est obligatoirement un match de championnat, qui débute avec deux catcheurs sur le ring. Les autres participants arrivent à intervalle régulier (à la manière d'un Royal Rumble, décompte compris). Toute personne réussissant un tombé ou une soumission sur n'importe qui dans le ring devient le champion "temporaire", mais ne sera officiellement champion qu'à la fin du temps règlementaire du match. Si quelqu'un d'autre réussit un tombé ou une soumission, c'est lui qui devient le champion temporaire (son rôle est alors d'empêcher les autres de prendre sa place).

- De SmackDown vs. Raw 2010 à WWE 2K14, WWE 2K20 et 2K22, les matchs Tag Team mixtes. Ce type de match mélange les divas et les superstars, avec une disqualification si une superstar tape une diva. Ce mode a été créé après la suppression des combats entre hommes et femmes, ce qui était possible dans les versions précédentes.

- Depuis SmackDown vs. Raw 2007, les tournois. On y retrouve notamment le King Of The Ring, ou bien un tournoi qui se déroule au tour par tour pour une ceinture. Pour remporter le tournoi, un catcheur, une diva ou une équipe de catcheurs (homme, femme ou mixte depuis WWE 2K20) est éliminé à chaque tour jusqu'à la finale.

#### Création
Ces modes sont présents depuis WWF SmackDown! Dans les premières versions, le jeu permettait seulement de créer simplement une superstar ou une diva. Avec le temps se sont rajoutées grâce à l'évolution de la puissance des consoles la possibilité de créer des mouvements, des championnats, des arènes, et de modifier une superstar du roster ainsi que son entrée et ses mouvements.
De SmackDown! vs Raw à SmackDown! vs Raw 2007, le mode Créer un PPV donne la possibilité de créer ou de recréer des PPV pour faire ou refaire des combats inédits.

#### En ligne
Depuis Smackdown! vs Raw, le mode « En ligne » permet de refaire via Internet tous les matchs du mode exhibition mais contre d'autres joueurs. Il est également possible d'y échanger ses créations (arènes, catcheurs, divas, etc.).

#### Mon scénario
De SmackDown vs Raw 2010 à WWE 2K14, le mode Mon Scénario permet de gérer le calendrier de la WWE sur 10 ans, en intervenant sur tous les shows du lundi (RAW), mardi (ECW), (Qui serra remplace par NTX a parti de WWE12) vendredi (Smackdown), et dimanche (pay-per-views). Pour chacun de ces shows, on incarne le réalisateur : il est possible de créer tous les scénarios. Ainsi, pour chaque show, il est possible d'ajouter deux types de séquences : une scène ou un match. Les séquences de type « scène » permettent de gérer les événements hors-combat, en ajoutant des animations allant d'une simple attaque à l'explosion d'une voiture, en passant par une demande de pardon, un complot, etc. Au total, il est possible de faire 105 actions différentes, réparties en 15 catégories. Pour chaque action, il est possible de modifier le lieu, les personnages concernés (en choisissant parmi les catcheurs, mais aussi les arbitres, les commentateurs, les General Manager, etc.), et d'ajouter du texte qui s'affiche sous forme de « bulle » en bas de l'écran. Concernant les séquences de type « match », on peut piocher parmi les dizaines de types de match proposés par le jeu, avec bien entendu, le choix des protagonistes.

## Listes des jeux
Chaque jeu de la série WWE SmackDown vs. Raw a été développé par Yuke's et publié par THQ,. Le moteur du jeu est basé sur l'une des célèbres séries de jeux vidéo japonaises de catch nommée Toukon Retsuden, également développée par Yuke's. Avant le commercialisation de WWE SmackDown! vs. Raw, la seule communication possible du mode saison était perceptible à travers des sous-titres. Le doublage, cependant, était inclus dans le mode saison avec la commercialisation de WWE SmackDown! vs. RAW. Les superstars de la WWE enregistraient leur voix à l'aide de script, ensuite assignée à la voix des catcheurs correspondants dans le jeu. À l'exception de WWE SmackDown! Here Comes the Pain, les commentaires pré-enregistrés des commentateurs de la WWE sont inclus dans chaque jeu depuis la sortie de WWE SmackDown! Just Bring It.
Les studios de Yuke's basés à Yokohama au Japon ont travaillé sur les scripts des storylines des modes saisons de chaque jeu WWE SmackDown vs. Raw. Durant le deuxième trimestre de l'année 2011, la série de jeux vidéo est renommée et simplement intitulée WWE.

### Mobiles (iOS, Android)
La WWE a annoncé le jeu WWE 2K sur iOS (iPhone, iPad, iPod Touch) et Android. Le jeu est sorti en 2015.

## Personnages

### Catcheurs jouables

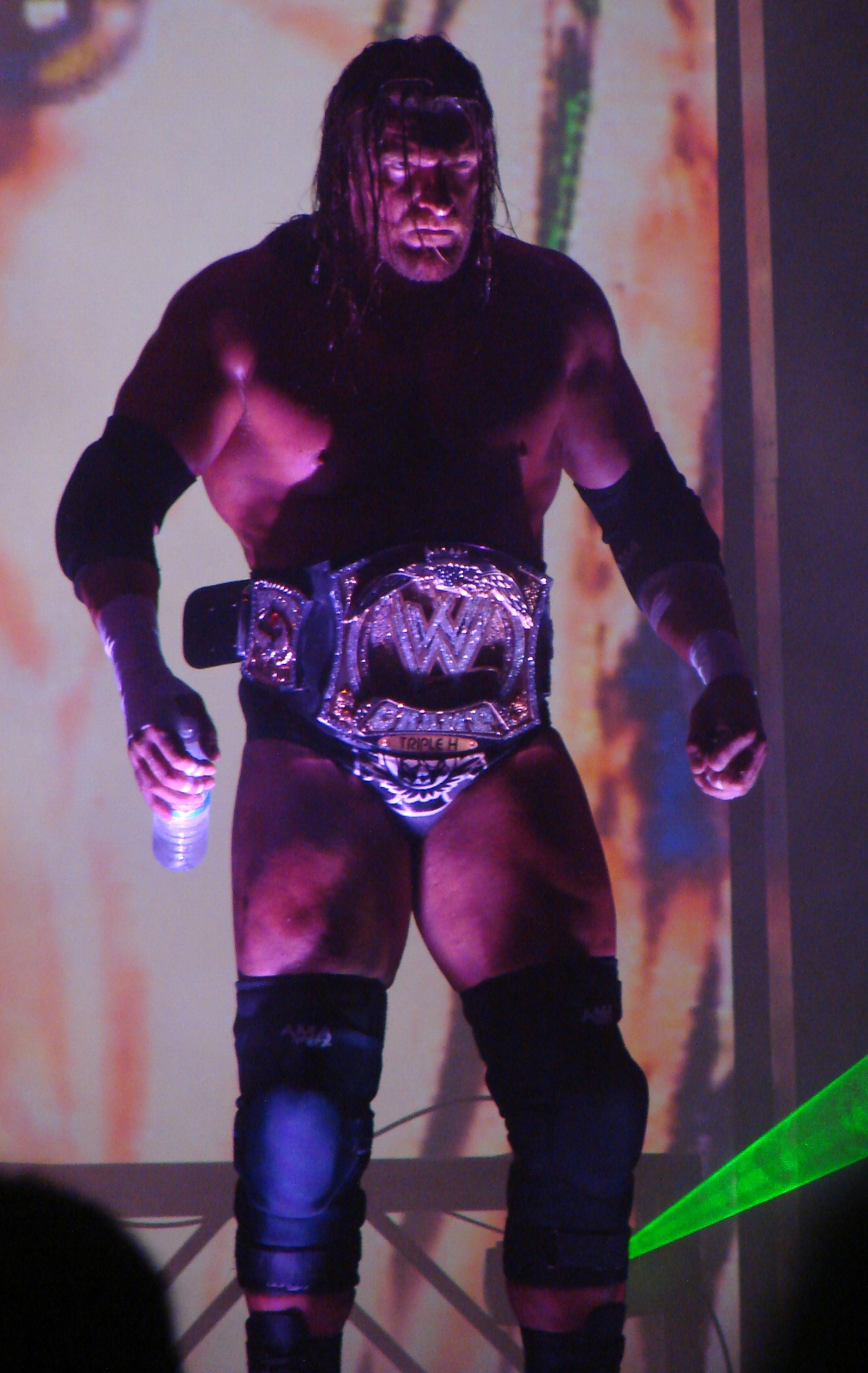
Triple H est un des catcheurs qui ont fait tous les jeux de la série.

Depuis Here Comes The Pain, chaque jeu dans la série WWE SmackDown inclut des légendes à débloquer. Les légendes comprises sont des anciennes gloires de la WWF/E comme André the Giant, Bret Hart et Ted DiBiase ou des catcheurs actuels dans d'anciennes versions, comme The Undertaker des années 1990 ou Kane masqué.
Seulement cinq personnages jouables ont fait partie de chaque jeu dans la série : Kane, Triple H, The Undertaker, et Edge. Bien que The Rock ait été dans tous les jeux de la série, il a été inclus en tant que légende avec son personnage des années 1990 plutôt que sous sa forme actuelle dans les sixième et septième opus. Quant au Big Show, il ne pouvait être joué dans Know Your Role, mais il était dans le jeu et jouable via une GameShark. Vince McMahon est aussi apparu dans chaque jeu, mais n'a pas toujours été un personnage jouable.
Fred Durst, Mike Tyson et Arnold Schwarzenegger sont des exemples de célébrités à être jouable dans l’un des jeux.

### Commentateurs et interviewers

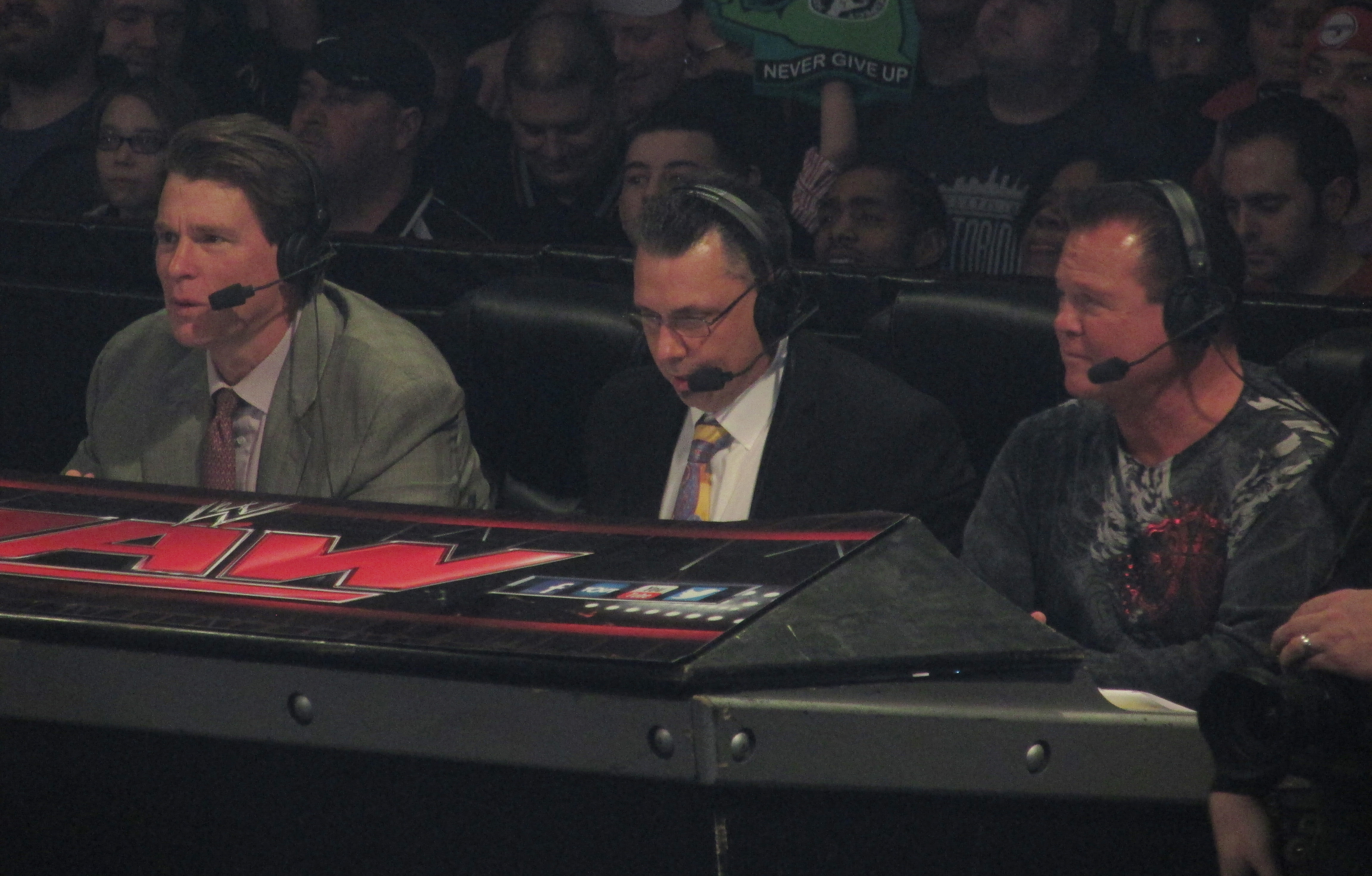
Le premier trio de commentateurs présent dans WWE 2K16 et WWE 2K17 de gauche à droite: John Bradshaw Layfield, Michael Cole et Jerry Lawler.

Depuis WWF SmackDown! Just Bring It, premier jeu à inclure les commentateurs de la série, il y a eu neuf duos de commentateurs.Et deux trio de commentateurs. Michael Cole détient le record d'avoir eu quatre partenaires différents en duo, et il est présent dans les deux trio et il a fait tous les jeux de la série depuis 2001. Jerry Lawler est le seul commentateur qui a eu deux partenaires différents dans les mêmes jeux. WWE 2K16 est le premier jeu de la série à inclure un trio de commentateurs uniquement pour sur les versions PlayStation 4 et Xbox One.

### Figures d'autorité
Depuis WWF SmackDown!, premier jeu de la série, 20 personnes ont incarné une autorité dans un jeu. Certains personnages comme Maria ou The Miz n'ont pas été General manager à la WWE, mais uniquement dans le scénario d'un jeu. Vince McMahon détient le record : il a incarné le rôle de président depuis 2000 dans tous les jeux de la série.

### Annonceurs de ring
Depuis WWF SmackDown! Just Bring It, premier jeu à inclure les annonceurs de ring de la série, il y a eu sept annonceurs : deux femmes et cinq hommes. À noter que dans SmackDown! Here Comes The Pain, les annonceurs furent retirés à la suite de mauvaises critiques sur WWE SmackDown! Shut Your Mouth.